# تپه سرتپه یا کله منار
تپه سرتپه یا کله منار مربوط به دوران پیش از تاریخ ایران باستان است و در فیروزکوه، غرب شهر واقع شده و این اثر در تاریخ ۲۵ اردیبهشت ۱۳۸۰ با شمارهٔ ثبت ۳۸۳۶ به‌عنوان یکی از آثار ملی ایران به ثبت رسیده است.